# Shots (canção de Imagine Dragons)
"Shots" é uma canção da banda americana de rock Imagine Dragons. A canção foi escrita pelos membros da banda Ben McKee, Daniel Platzman, Dan Reynolds e Wayne Sermon e lançado como o terceiro single do álbum Smoke + Mirrors. "Shots" estreou como número 1 na parada iTunes EUA, e lá permaneceu por 2 dias.

## Promoção da música
Imagine Dragons apresentou a música pela primeira vez ao vivo num comercial durante o Grammy Awards de 2015. O comercial foi filmado em Las Vegas Fremont Street sob a direção de Jonas Åkerlund. "Shots" foi apresentada pelo Imagine Dragons também no The Tonight Show Starring Jimmy Fallon (18 de fevereiro de 2015), no The Howard Stern Show (24 de março de 2015), no The Ellen DeGeneres Show (2015) e no Today Show (2015).

## Vídeo da música
Em 12 de fevereiro de 2015, o Imagine Dragons lançou o vídeo oficial da música "Shots". O vídeo foi dirigido por Robert Hales e foi inspirado em quadros do pintor Tim Cantor. A maioria das pinturas que aparece no vídeo da música, foram utilizadas como capas para músicas do álbum Smoke + Mirrors.

## Posições nas paradas
| Paradas                                       | Posições |
| --------------------------------------------- | -------- |
| Alemanha (Official German Charts)             | 60       |
| Austrália (ARIA Charts)                       | 66       |
| Áustria (Ö3 Austria Top 40)                   | 73       |
| Bélgica (Ultratip Flanders)                   | 12       |
| Bélgica (Ultratip Wallonia)                   | 4        |
| Canadá (Canadian Hot 100)                     | 72       |
| Croácia (Croatian Airplay Chart)              | 75       |
| Dinamarca (Tracklisten)                       | 32       |
| Estados Unidos Adult Top 40 (Billboard)       | 14       |
| Estados Unidos Billboard Hot 100              | 75       |
| Estados Unidos Hot Rock Songs (Billboard)     | 7        |
| Estados Unidos Rock Airplay (Billboard)       | 22       |
| França (SNEP)                                 | 170      |
| Itália (FIMI)                                 | 69       |
| Noruega (VG-lista)                            | 3        |
| Reino Unido Singles (Official Charts Company) | 91       |
| Suécia (Sverigetopplistan)                    | 51       |

## Certificações
| Região                | Certificação | Vendas |
| --------------------- | ------------ | ------ |
| Itália (FIMI)         | Ouro         | 25,000 |
| Noruega (IFPI Norway) | 3× Platina   | 30,000 |